# Ambatolampy (Ambatolampy)
Ambatolampy è un comune urbano (firaisana) del Madagascar centrale (regione di Vakinankaratra).

## Collegamenti
È situata circa 46 km a sud del massiccio vulcanico dell'Ankaratra. È collegata ad Antananarivo dalla strada nazionale n.7.